# Enteritis (enfermedad)
La enteritis es la inflamación del intestino delgado. Es principalmente causada por bebidas o comida contaminada con microbios patógenos, como Serratia, pero puede ser provocado por otras causas como medicamentos antiinflamatorios no esteroideos (AINEs), radioterapia así como enfermedades autoinmunes como la enfermedad celíaca. Los síntomas incluyen dolor abdominal, cólicos, diarrea, deshidratación y fiebre. Las enfermedades relacionadas al sistema gastrointestinal (incluyendo gastritis, gastroenteritis, colitis y enterocolitis) implican la inflamación del estómago y el intestino grueso.
La duodenitis, la yeyunitis y la ileítis son subtipos de enteritis que se localizan en una parte específica del intestino delgado. La inflamación tanto del estómago como del intestino delgado se denomina gastroenteritis.

## Signos y síntomas
Los signos y síntomas de la enteritis son muy variables y varían en función de la causa específica y de otros factores como la variación individual y la etapa de la enfermedad. Los síntomas pueden incluir dolor abdominal, cólicos, diarrea, deshidratación, fiebre, náusea, vómito y perdida de peso.

## Causas

### Mediadas por el sistema inmune
La enfermedad de Crohn – también conocida como enteritis regional, puede aparecer a lo largo de cualquier superficie del tracto gastrointestinal. El lugar más común en donde se manifiesta la enfermedad de Crohn, con o sin afectación del colon u otras partes del tracto gastrointestinal, es el íleon terminal (el último segmento del intestino delgado). En el 40 % de los casos, se limita al intestino delgado.

### Autoinmune
La enfermedad celíaca – causada por una reacción autoinmune al gluten en personas genéticamente predispuestos.
La gastroenteritis eosinofílica, también conocida como enteropatía eosinofílica o enteritis eosinofílica  – es una enfermedad heterogénea y rara en la que los eosinófilos se acumulan en el tracto gastrointestinal y los vasos sanguíneos, provocando la formación de pólipos, necrosis, inflamación y úlceras. Es más frecuente en pacientes con antecedentes de atopía, aunque en general es relativamente poco frecuente.

### Enteritis infecciosa
En Alemania, 90 % de los casos de enteritis infecciosa son causados por 4 patógenos, Norovirus, Rotavirus, Campylobacter y Salmonella. Otras causas comunes de enteritis infecciosa incluyen bacterias como Shigella y E. coli, así como diferentes virus tales como adenovirus, astrovirus y calcivirus. Otros patógenos menos comunes incluyen Bacillus cereus, Clostridium perfringens, Clostridium difficile y Staphylococcus aureus.
Campylobacter jejuni es una de las fuentes más comunes de enteritis infecciosa y el patógeno bacteriano más común que se encuentra en niños de dos años o menores con diarrea  Se ha relacionado al consumo de bebidas o comida contaminada, más comúnmente de aves de corral y leche. La enfermedad tiende a ser menos grave en países en desarrollo, debido a la exposición constante que tienen las personas al antígeno en el medio ambiente, lo que lleva al desarrollo temprano de anticuerpos.
El Rotavirus es responsable de infectar a 140 millones de personas y causar 1 millón de muertes cada año, principalmente en niños menores de cinco años. Esto la convierte en la causa más común de diarrea infantil grave y de muertes relacionadas con diarrea en el mundo. Estos virus selectivamente tienen como células blanco a los enterocitos maduros del intestino delgado, provocando malabsorción e induciendo la secreción de agua. También se ha observado que provoca isquemia de las vellosidades y aumenta la motilidad intestinal. El resultado final de estos cambios es diarrea inducida.
La enteritis necrótica es una enfermedad a menudo mortal, causada por la toxina β de Clostridium perfringens. Esto provoca inflamación y segmentos de necrosis a lo largo del tracto gastrointestinal. Es más común en países en desarrollo; sin embargo, también ha sido documentada en Alemania en el periodo posterior a la Segunda Guerra Mundial. Los factores de riesgo de la enteritis necrótica incluyen una disminución de la actividad de la tripsina, impidiendo la degradación de la toxina y reduce la motilidad intestinal, aumentando la probabilidad de acumulación de toxinas.

### Enfermedad vascular
La enteritis isquémica es poco frecuente comparada con la colitis isquémica debido a la naturaleza altamente vascularizada del intestino delgado, permitiendo suficiente flujo sanguíneo en la mayoría de situaciones. Se desarrolla debido a un choque circulatorio de los vasos mesentéricos en ausencia de la oclusión del vaso principal, a menudo asociado con una afección subyacente como hipertensión, arritmia o diabetes. Por tanto, se ha considerado que está asociado con la aterosclerosis. Generalmente se requiere tratamiento quirúrgico debido a la probabilidad de estenosis u oclusión completa del intestino delgado. El daño isquémico puede variar desde un infarto de la mucosa, que se limita únicamente a la mucosa; infarto mural de la mucosa y submucosa subyacente; al infarto transmural que abarca todo el espesor de la pared gastrointestinal. Los infartos isquémicos de mucosa y mural en sí mismos pueden no ser fatales, sin embargo, pueden progresar hasta convertirse en un infarto transmural. Esto tiene el potencial de perforar la pared y provocar una peritonitis.

### Enteritis por radiación
La inflamación del tracto gastrointestinal es común después del tratamiento con radioterapia en el abdomen o la pelvis. Se clasifica como temprana si se manifiesta dentro de los tres primeros meses, y tardía si se manifiesta tres meses después del tratamiento. La enteritis por radiación temprana es causada por la muerte celular del epitelio de las criptas intestinales y la posterior inflamación de la mucosa; sin embargo, generalmente desaparece una vez finalizado el ciclo de radioterapia. La enteritis por radiación tardía es una enfermedad crónica que tiene una patogénesis compleja que implica cambios en la mayor parte de la pared intestinal.

## Diagnóstico
El diagnóstico puede ser sencillo en los casos donde los signos y los síntomas de los pacientes sean idiopáticos. Sin embargo, este generalmente no es el caso, considerando que muchos patógenos que causan enteritis pueden presentar síntomas similares, especialmente en las primeras etapas de la enfermedad. En particular, Campylobacter, Shigella, Salmonella y muchas otras bacterias inducen colitis aguda autolimitada, una inflamación del revestimiento del colon que parece similar bajo el microscopio.
Para realizar un diagnóstico diferencial se pueden utilizar una historia clínica, un examen físico y pruebas como hemogramas, coprocultivos, tomografías computarizadas, resonancias magnéticas, PCR, colonoscopias y endoscopias superiores. Es posible que se requiera una biopsia para obtener una muestra para histopatología.

## Tratamiento
Los casos leves generalmente no requieren tratamiento y desaparecen después de unos días en personas sanas. En casos donde los síntomas persisten o cuando son más graves, tratamientos específicos basados en la causa inicial pueden ser requeridos.
En casos donde se presenta diarrea, se recomienda reponer los líquidos perdidos y en los casos de diarrea prolongada o grave persistente, puede ser necesaria una terapia de rehidratación intravenosa o antibióticos. Se puede realizar una terapia de rehidratación oral (TRO) sencilla, disolviendo una cucharadita de sal, ocho cucharaditas de azúcar y el jugo de una naranja en un litro de agua. Estudios han demostrado la eficacia de los antibióticos reduciendo la duración de los síntomas de enteritis infecciosa de origen bacteriano, sin embargo, los tratamientos con antibiótico generalmente no se requeren debido a la duración autolimitada de la enteritis infecciosa.

### Autoinmune
Las causas autoinmunes de la enteritis como la enfermedad de Crohn requieren un tratamiento crónico importante para evitar deficiencias nutricionales, cáncer, crecimiento bacteriano excesivo y otras complicaciones. Es posible que algunos pacientes en etapas leves de la enfermedad no necesiten tratamiento, pero la mayoría de las personas con enfermedad de Crohn requieren medicamentos glucocorticoides
Para el tratamiento de la gastroenteritis eosinofílica, el tratamiento principal suele ser un medicamento con corticosteroides, ya que se ha demostrado que tienen buena eficacia en el tratamiento de la gastroenteritis eosinofílica. Otros tratamientos incluyen modificar la dieta para evitar alergias alimentarias, azatioprina y anticuerpos, incluidos mepolizumab, omalizumab, infliximab y adalimumab.

## Etimología
La palabra enteritis utiliza la combinación de formas de entero- e -itis, ambas neolatinas del griego, respectivamente del ἑντερον (enteron, intestino delgado) e -ιτις (-itis, inflamación).